# Пруди (Богородський район)
Пруди (рос. Пруды) — присілок в Богородському районі Нижньогородської області Російської Федерації.
Населення становить 81 особу. Входить до складу муніципального утворення Каменська сільрада.

## Історія
Від 2004 року входить до складу муніципального утворення Каменська сільрада.

## Населення
| 1999 | 2002 | 2010 |
| ---- | ---- | ---- |
| 128  | ↘126 | ↘81  |